# Dasyhelea kibunensis
Dasyhelea kibunensis är en tvåvingeart som beskrevs av Tokunaga 1940. Dasyhelea kibunensis ingår i släktet Dasyhelea och familjen svidknott. Inga underarter finns listade i Catalogue of Life.